# Robert Lefèvre
Robert Lefèvre (Bayeux, 24 settembre 1755 – Parigi, 3 ottobre 1830) è stato un pittore francese.
Fu un ritrattista di grande fama, ma dipinse anche soggetti storici e religiosi. Ritrasse le maggiori personalità del suo tempo.

## Biografia
Robert Lefèvre fu destinato dal padre alla carriera giuridica e, da ragazzo, fu inserito come segretario nello studio di un procuratore. Non era questa però la sua strada ed egli cominciò a disegnare proprio sulle pratiche dello stesso procuratore. La sua vocazione artistica alla fine ebbe la meglio sui desideri dei genitori ed egli abbandonò per sempre la congrega dei legulei e se ne andò a piedi da Caen fino a Parigi. Nella capitale Lefèvre si fece ben presto accogliere come allievo da Jean-Baptiste Regnault e studiò a fondo la pittura di Jacques-Louis David.

Già nel 1791 espose al Salon il quadro "La dama in velluto nero" che fu il punto di partenza della sua carriera.
In seguito, i ritratti di Napoleone I, di Giuseppina di Beauharnais, della madre di Bonaparte Maria Letizia Ramolino, dei pittori Pierre-Narcisse Guérin e Carle Vernet, nonché del Papa Pio VII, lo portarono al successo e fecero di lui uno dei grandi ritrattisti dell'ambiente imperiale. Il ritratto di Maria Luisa d'Austria, seconda moglie di Napoleone I (e, in seguito alla sua abdicazione, Duchessa di Parma col nome di Maria Luigia), mise il sigillo definitivo alla sua fama.

Quando tornò al potere la dinastia dei Borbone, Lefèvre fece il ritratto di Luigi XVIII per la Camera dei Pari e per questo ricevette la croce della Legion d'Onore con il titolo di Primo pittore del re. Quest'ultima onorificenza non durò a lungo poiché fu annullata in occasione della Rivoluzione di luglio.
Lefèvre dipinse moltissimi ritratti e numerosi quadri storici e mitologici. I più noti ritratti sono quelli del poeta François de Malherbe (oggi alla biblioteca pubblica di Caen), di Carlo X, della duchessa di Angoulême, della duchessa di Berry, di Pierre François Charles Augereau (al Museo di Versailles), di Charles-François Lebrun (al Museo di Coutances) e dello scrittore Vivan Denon, uomo di cultura e incisore, direttore del Museo di Versailles.

Due suoi quadri mitologici, "Amore affila le sue frecce" e "Amore disarmato da Venere" furono trasferiti in incisione da Auguste Desnoyers.

Nel genere storico le opere "Focione pronto a bere la cicuta", "Ruggero libera Angelica", "Eloisa e Abelardo" e un "Calvario", dipinto per il Mont Valérien, sono le sue più celebri composizioni.
Colpito da un male crudele e incurabile, Lefèvre terminò a Parigi il suo ultimo lavoro: "Apoteosi di S. Luigi", per la Cattedrale de La Rochelle. Poi, vinto dalle intollerabili sofferenze, si abbandonò alla disperazione e, si dice, mise fine volontariamente ai suoi giorni.
Sulla sua arte, in verità piuttosto convenzionale, pesò notevolmente l'influenza di Jacques-Louis David, ma la riproposizione di soggetti antichi non mancò mai di una grande eleganza e di una palese abilità del tocco pittorico e del gusto compositivo, anche se essa resta comunque fredda e umanamente arida, come del resto restano freddi ed espressivamente aridi molti dei suoi ritratti.

## Galleria d'immagini

Elisabetta Stroganoff, contessa Demidoff
Maria Walewska
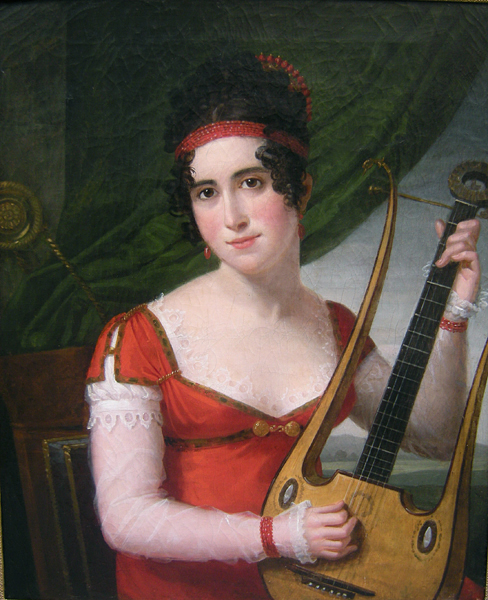
Donna che suona la lira
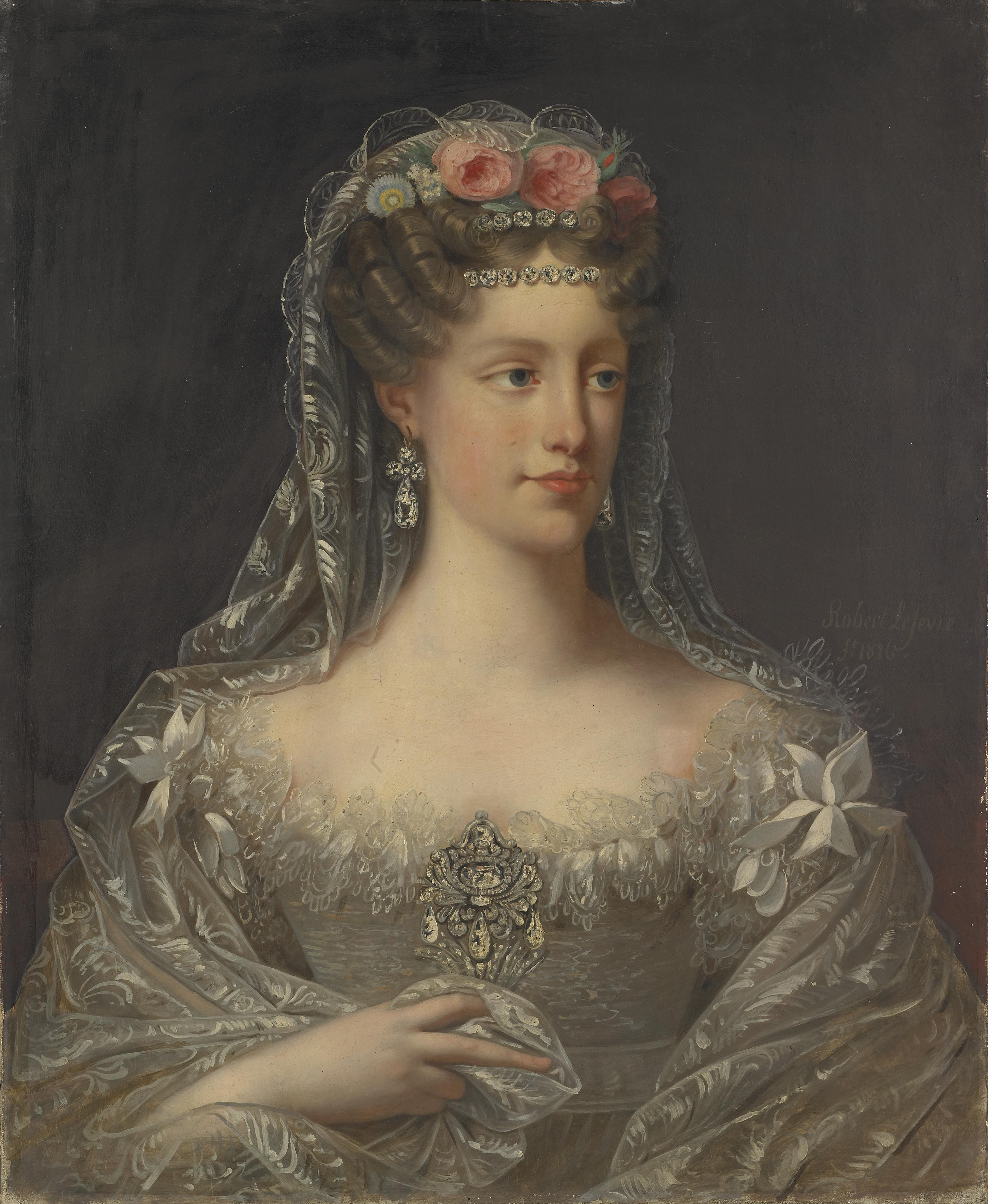
Carolina di Borbone-Due Sicilie
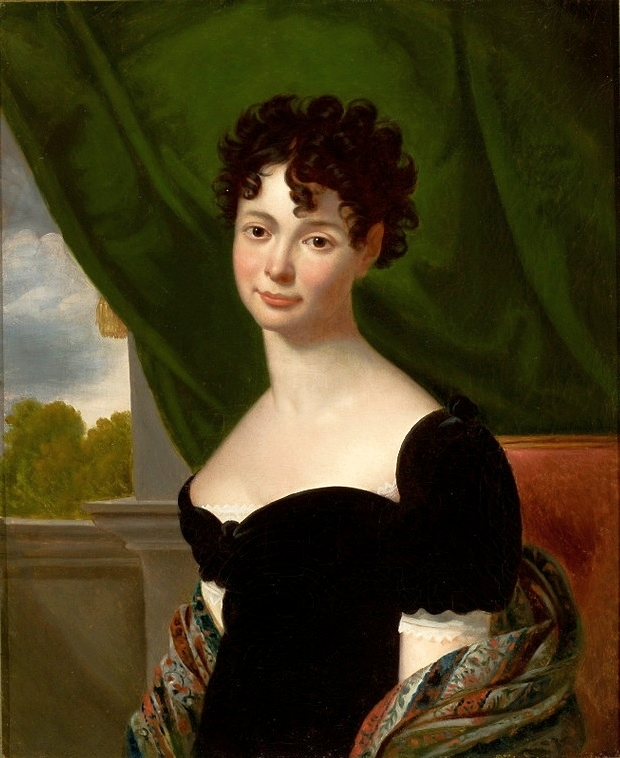
Maria Krasinska
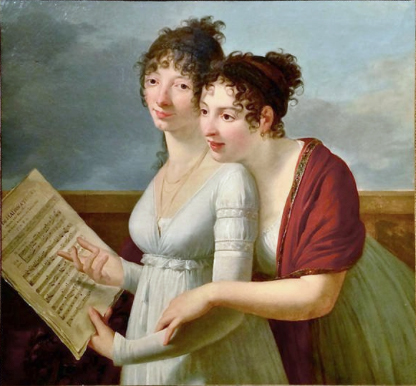
Julie e Désirée Clary
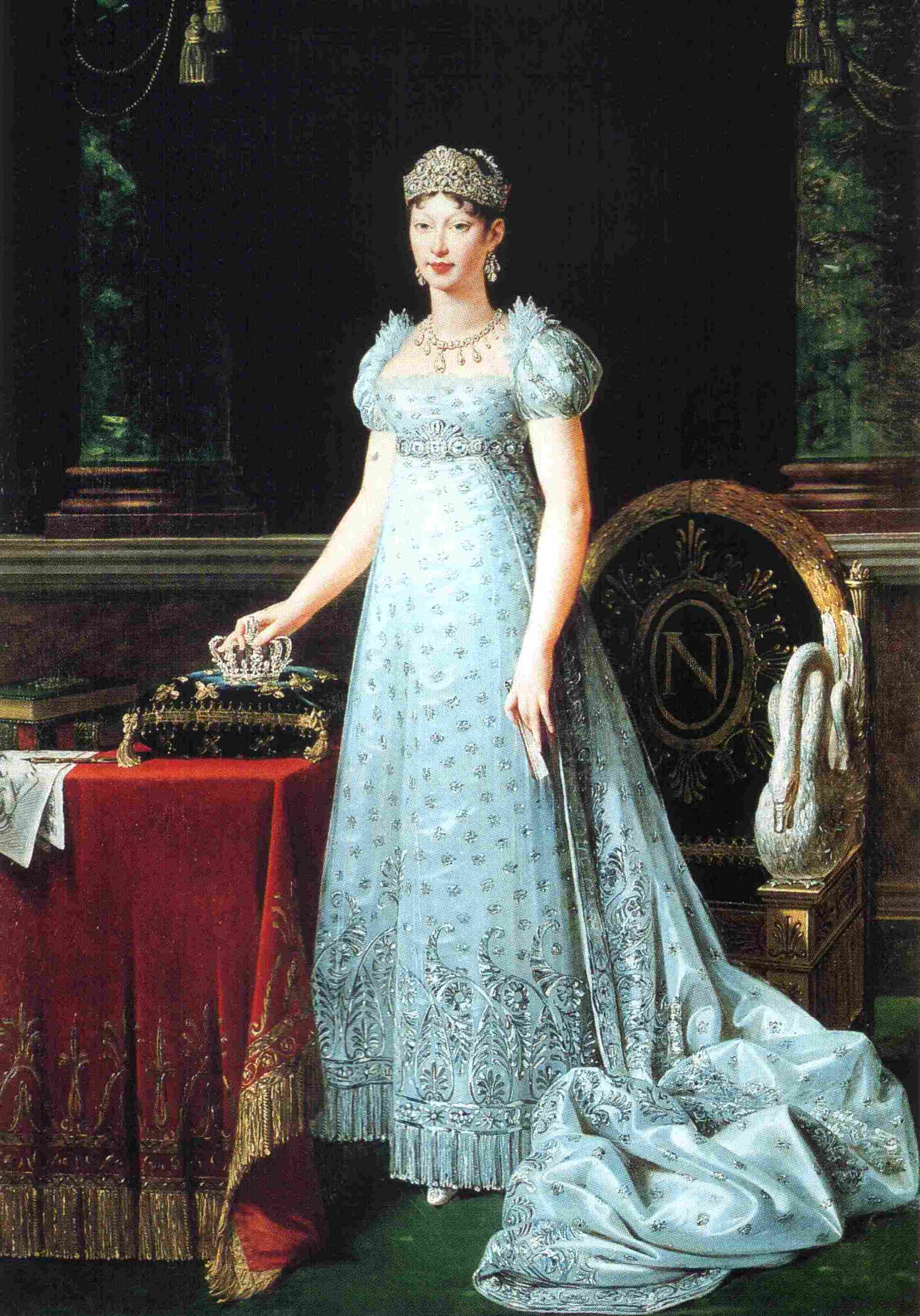
Maria Luisa d'Austria
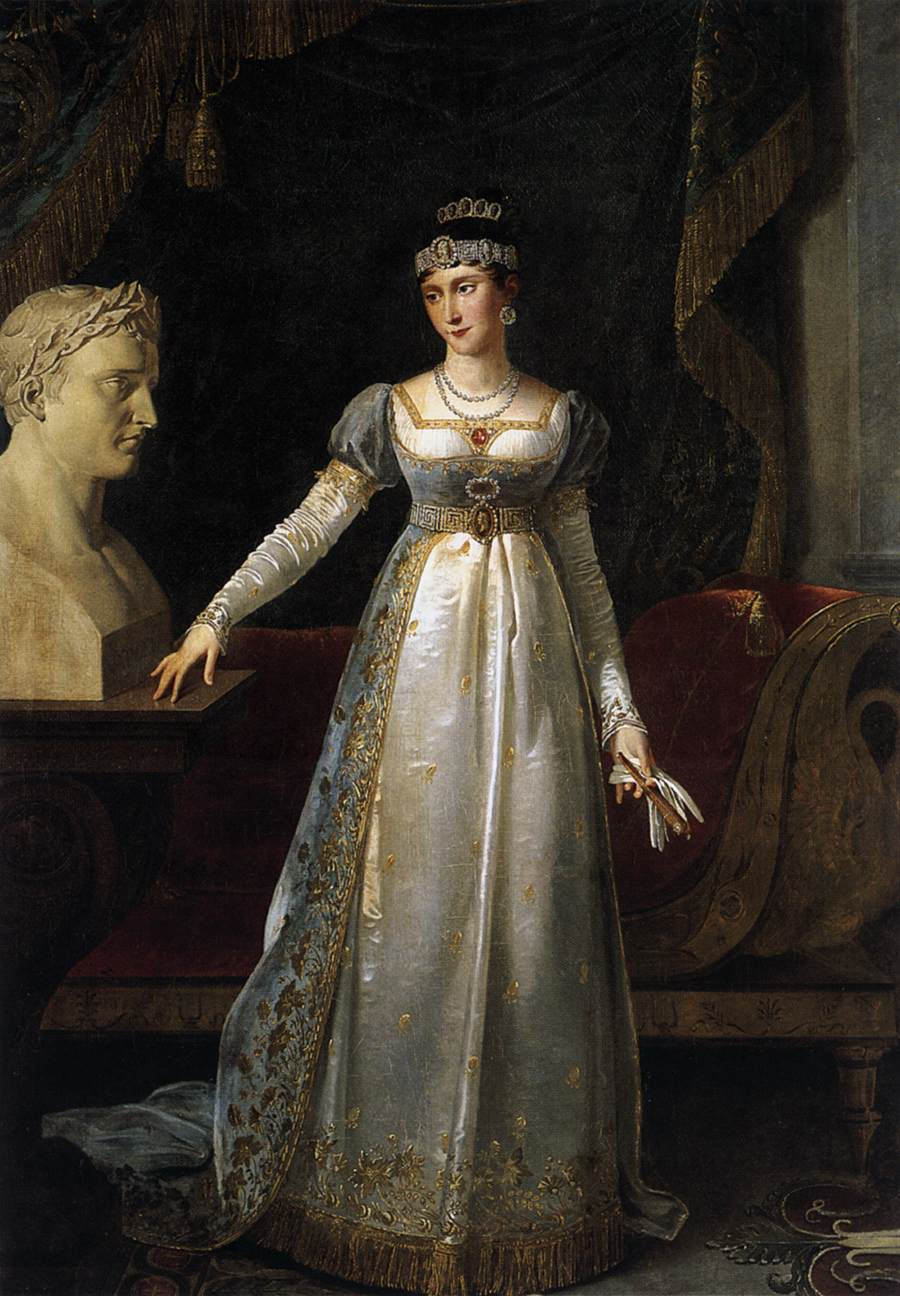
Paolina Borghese
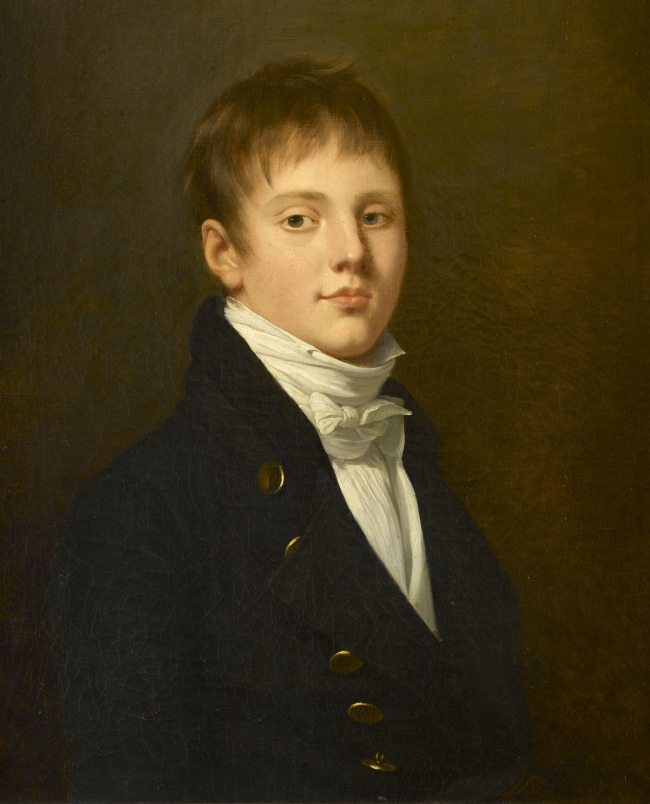
Il Conte de La Bédoyère
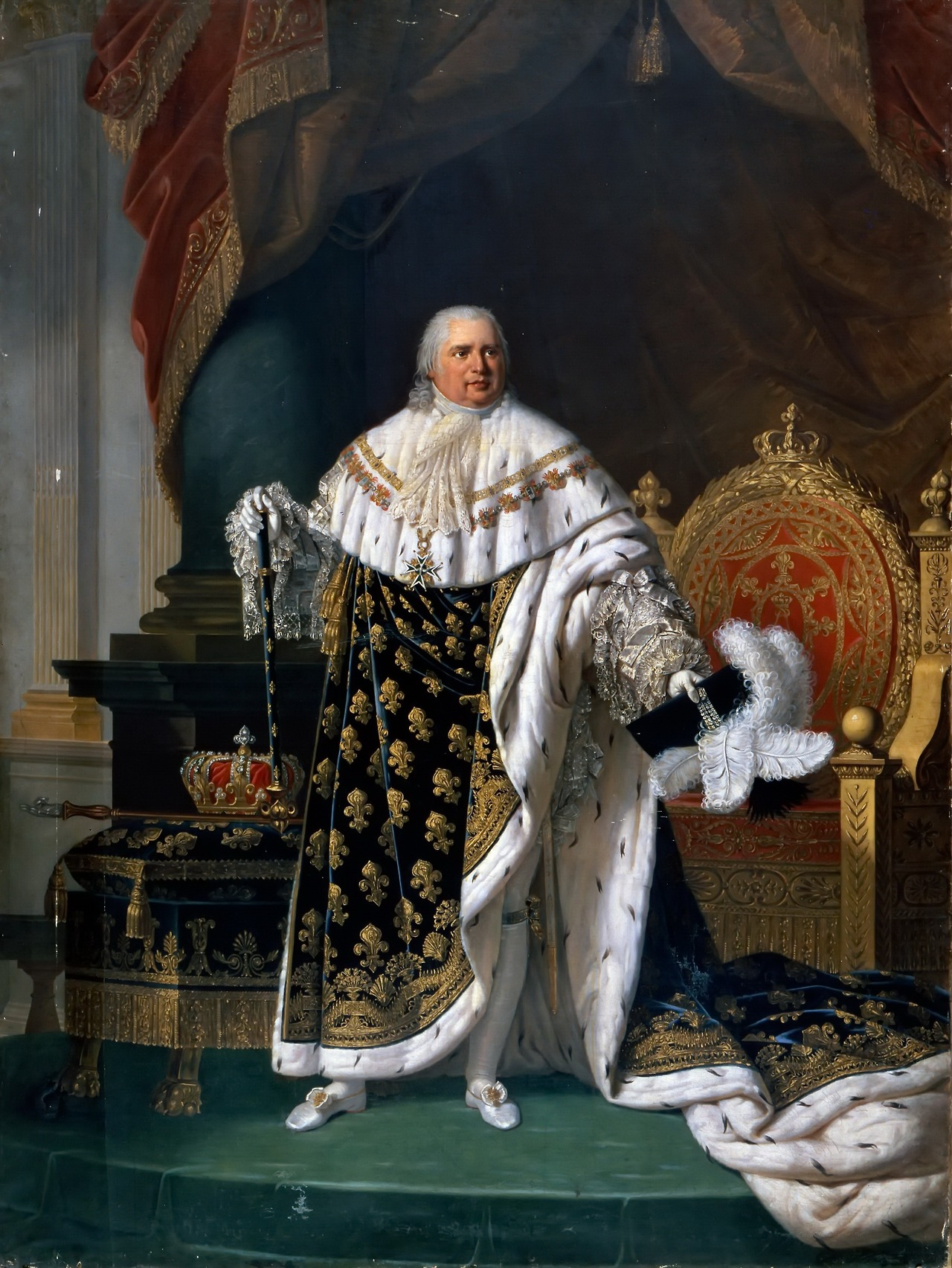
Luigi XVIII di Francia
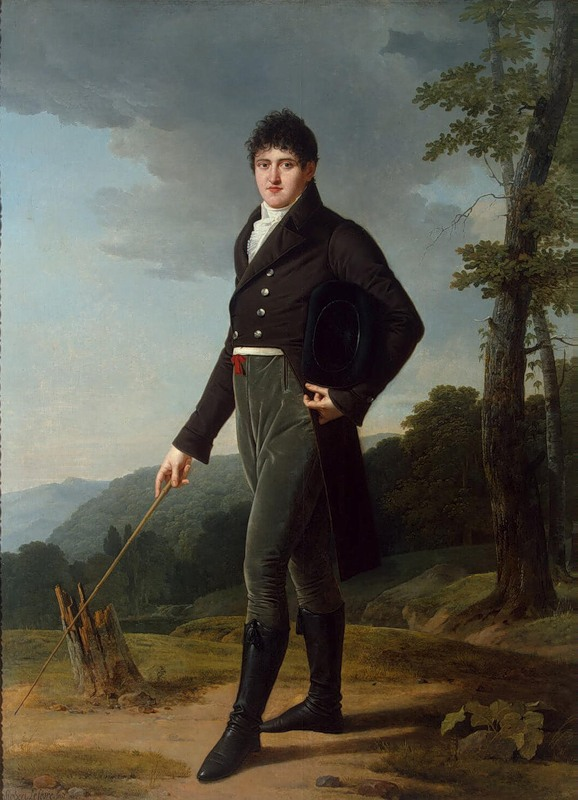
Il Conte Bezborodko